# Francesc Bussot
Francesc Bussot est un footballeur espagnol, né en 1909 à Palafrugell et mort le 3 juillet 1999. Il évolue au poste de défenseur notamment au FC Barcelone avec qui il remporte le premier championnat d'Espagne en 1929.

## Biographie
Francesc Bussot fait partie de l'équipe du FC Barcelone qui remporte le premier championnat d'Espagne de l'histoire en 1929. Il joue en tout deux saisons avec le FC Barcelone.

## Palmarès
Avec le FC Barcelone :
- Champion d'Espagne en 1929